# 学校法人愛国学園
学校法人愛国学園（がっこうほうじんあいこくがくえん）は、日本の学校法人。

## 所在地
- 東京都江戸川区西小岩

## 設置校
- 愛国学園大学
  - 愛国学園大学附属四街道高等学校
  - 愛国学園大学附属龍ヶ崎高等学校
- 愛国学園短期大学
- 愛国中学校・高等学校
- 愛国学園保育専門学校